# Branko Ilić
Branko Ilić (sinh ngày 6 tháng 2 năm 1983) là một cầu thủ bóng đá người Slovenia.

## Đội tuyển bóng đá quốc gia Slovenia
Branko Ilić thi đấu cho đội tuyển bóng đá quốc gia Slovenia từ năm 2004-2015.

## Thống kê sự nghiệp
| Đội tuyển bóng đá Slovenia | Đội tuyển bóng đá Slovenia | Đội tuyển bóng đá Slovenia |
| Năm                        | Trận                       | Bàn                        |
| -------------------------- | -------------------------- | -------------------------- |
| 2004                       | 1                          | 0                          |
| 2005                       | 6                          | 0                          |
| 2006                       | 8                          | 0                          |
| 2007                       | 10                         | 0                          |
| 2008                       | 9                          | 0                          |
| 2009                       | 1                          | 0                          |
| 2010                       | 4                          | 0                          |
| 2011                       | 3                          | 0                          |
| 2012                       | 0                          | 0                          |
| 2013                       | 9                          | 0                          |
| 2014                       | 5                          | 0                          |
| 2015                       | 7                          | 1                          |
| Tổng cộng                  | 63                         | 1                          |